# 熱爾蘭球場
熱爾蘭球場（法語：Stade de Gerland）是一座位於法國里昂的體育場，可容納35,000人，現為法國TOP14橄欖球球隊里昂OU的主場。球場始建於1913年，後因第一次世界大戰中斷建設，1920年完成。該球場是1998年世界杯足球賽的承辦球場之一。現在里昂正計劃在2013年建設新球場。